# 리우빌 미분 형식
미분기하학에서, 리우빌 미분 형식(Liouville微分形式, 영어: Liouville differential form)은 매끄러운 다양체의 공변접다발(의 외대수) 위에 정의되는 표준적인 미분 형식이다. 그 외미분은 심플렉틱 다양체(또는 멀티심플렉틱 다양체)의 구조를 정의한다.

## 정의
다음이 주어졌다고 하자.
- 매끄러운 다양체 {\displaystyle M}
- 자연수 {\displaystyle k\in \mathbb {N} }

그렇다면, {\displaystyle M}의 공변접다발 {\displaystyle \mathrm {T} ^{*}M}의 {\displaystyle k}차 올별 외대수
{\displaystyle E=\bigwedge ^{k}\mathrm {T} M}
를 생각하자. 그 국소 좌표는
{\displaystyle (x,p)\colon x\in M,\;p\in E_{x}=\bigwedge ^{k}\mathrm {T} _{x}^{*}M}
의 꼴이다. 이 경우 동형 사상
{\displaystyle \mathrm {T} _{(x,p)}E\cong \mathrm {T} _{x}M\oplus E_{x}}
및
{\displaystyle \bigwedge ^{k}\mathrm {T} _{(x,p)}E\cong \bigwedge ^{k}(E_{x}\oplus \mathrm {T} _{x}M)\cong \bigoplus _{i=0}^{k}\bigwedge ^{k-i}E_{x}\otimes \bigwedge ^{i}\mathrm {T} _{x}M=\bigwedge ^{k}\mathrm {T} _{x}M\oplus E_{x}\otimes \bigwedge ^{k-1}\mathrm {T} _{x}M\oplus \dotsb \oplus \bigwedge ^{k}E_{x}}
에 의하여, 사영 사상
{\displaystyle \pi \colon \bigwedge ^{k}\mathrm {T} _{(x,p)}E\twoheadrightarrow \bigwedge ^{k}\mathrm {T} _{x}M}
이 존재한다. 그렇다면, 임의의 점 {\displaystyle (x,p)\in M}에 대하여
{\displaystyle \theta |_{(x,p)}\colon \bigwedge ^{k}\mathrm {T} _{x}M\to \mathbb {R} }
{\displaystyle \theta |_{(x,p)}\colon w\mapsto p(\pi (w))\qquad \left(x\in M,\;p\in \bigwedge ^{k}\mathrm {T} _{x}^{*}M,\;w\in \bigwedge ^{k}\mathrm {T} _{x}E\right)}
를 정의할 수 있다. 이는 {\displaystyle E} 위의 {\displaystyle k}차 미분 형식
{\displaystyle \theta \in \Omega ^{k}(E)}
를 정의한다. 이를 {\displaystyle E} 위의 리우빌 미분 형식이라고 한다.

### 국소 좌표를 통한 정의
위 정의는 국소 좌표를 사용하여 간단히 적을 수 있다. {\displaystyle x\in M} 근처의 국소 좌표계 {\displaystyle x^{i}}를 생각하자. 이 경우 {\displaystyle E}의 국소 좌표는
{\displaystyle (x^{i},p_{j_{1}j_{2}\dotso j_{k}})}
의 꼴이다. 이 경우
{\displaystyle \theta ={\frac {1}{k!}}p_{i_{1}i_{2}\dotso i_{k}}\mathrm {d} x^{i_{1}}\wedge \mathrm {d} x^{i_{2}}\wedge \dotsb \wedge \mathrm {d} x^{i_{k}}}
이다.

## 성질
매끄러운 다양체 {\displaystyle M}에 대하여, {\displaystyle E=\textstyle \bigwedge ^{k}\mathrm {T} ^{*}M} 위의 리우빌 미분 형식 {\displaystyle \theta \in \Omega ^{k}(E)}가 주어졌을 때,
{\displaystyle \mathrm {d} \theta \in \Omega ^{k+1}(E)}
는 {\displaystyle E} 위의 {\displaystyle k}차 멀티심플렉틱 다양체 구조를 이룬다. 특히, {\displaystyle k=1}일 때, 공변접다발의 전체 공간 {\displaystyle E=\mathrm {T} ^{*}M}은 항상 표준적으로 심플렉틱 다양체를 이룬다.

## 예
{\displaystyle k=0}일 때, 0차 리우빌 미분 형식은 {\displaystyle \textstyle \bigwedge ^{0}\mathrm {T} ^{*}M=M\times \mathbb {R} } 위의 0차 미분 형식 (매끄러운 함수)
{\displaystyle \theta \in {\mathcal {C}}^{\infty }(M\times \mathbb {R} ,\mathbb {R} )}
{\displaystyle \theta \colon (x,t)\mapsto t}
이다.
{\displaystyle k>\dim M}일 때, {\displaystyle \textstyle \bigwedge ^{k}\mathrm {T} ^{*}M=M}이므로, 이 경우 {\displaystyle k}차 리우빌 미분 형식은 0이다.
{\displaystyle k=\dim M}일 때, {\displaystyle \textstyle \bigwedge ^{k}\mathrm {T} ^{*}M}은 선다발이다. {\displaystyle M}이 가향 다양체일 때, 임의의 부피 형식 {\displaystyle \omega }를 고르면, 이는 자명한 선다발로 여길 수 있다. 그렇다면
{\displaystyle \theta \in \Omega ^{\dim M}(M\times \mathbb {R} )}
{\displaystyle \theta _{(x,t)}=t\omega |_{x}}
이다.

## 역사
조제프 리우빌의 이름을 땄다.